# 내려서는 수
내려서는 수는 중앙에서 가장자리로 또는 위로부터 아래로 연이어 내려서 두는 수다. 평범해 보이는 수단이나 공격과 수비에서 다양한 수단으로 활용되고, 쌍방이 접촉한 곳에서는 여러가지 맛이 있다.